# Новогеоргиевка (Ольховатский район)
Новогео́ргиевка — хутор в Ольховатском районе Воронежской области России.
Входит в состав Марьевского сельского поселения.

## География

### Улицы
- ул. Дружбы

## Население
| 1859 | 2010 |
| ---- | ---- |
| 348  | ↘29  |